# كسر كتلي

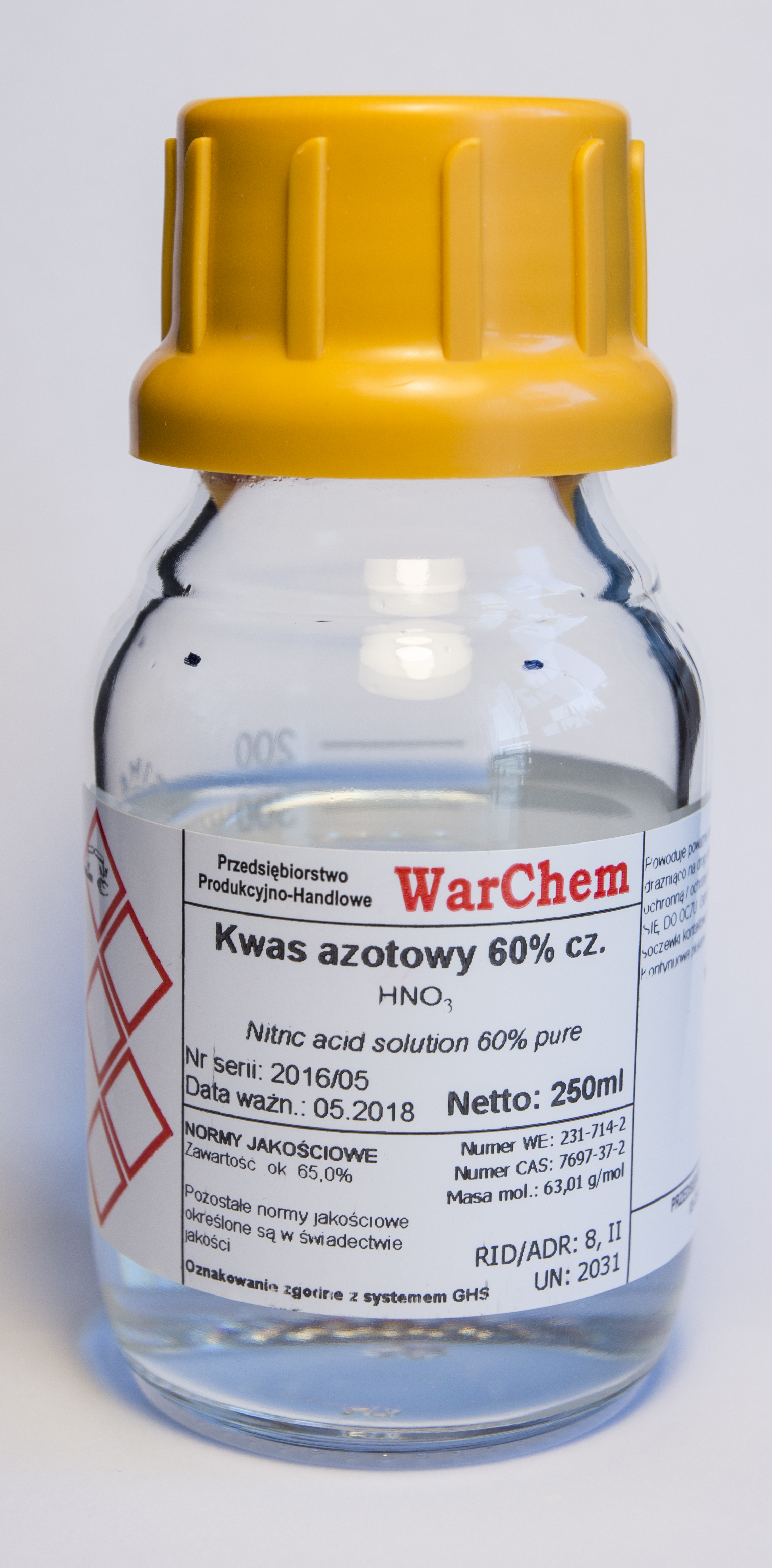

الكسر الكتلي (أو الكسر الوزني) في الكيمياء (يرمز له ب {\displaystyle w_{i}}) عبارة عن نسبة كتلة مادة ما {\displaystyle m_{i}} إلى كتلة المزيج الكلي {\displaystyle m_{tot}}. يمكن التعبير  عن الكسر الكتلي بالمعادلة
{\displaystyle w_{i}={\frac {m_{i}}{m_{tot}}}}
إن مجموع الكسور الكتلية يساوي الواحد.
{\displaystyle \sum _{i=1}^{N}m_{i}=m_{tot};\sum _{i=1}^{N}w_{i}=1}
إن الكسر الكتلي طريقة للتعبير عن تركيب مزيج بأسلوب لابعدي، وذلك بالإضافة إلى الكسر المولي.
يستخدم تعبير الكسر الكتلي في تقنية تحليل العناصر للإشارة إلى نسبة كتلة أحد العناصر إلى الكتلة الكلية للمركب. يمكن حسابها لأي مركب كيميائي باستخدام الصيغة المجملة  أو الصيغة الكيميائية.